# Văsieni, Ialoveni
Văsieni este un sat din raionul Ialoveni, Republica Moldova. 
Satul are o suprafață de aproximativ 2,79 km², cu un perimetru de 11.22 km. Comuna are o suprafață totală de 36,83 km², se învecinează cu satele Ulmu și Ruseștii Noi. Prin preajma satului curge râul Botna. Dealul „Țigla” este principala atracție a localității.

## Istoric
Satul Văsieni documentar este atestată în prima jumătate a secolului al XVI-lea, din perioada lui Ștefan cel Tânăr (Ștefăniță Vodă) și Petru (Petru Rareș sau Petru Șchiopu), voievozi ai Țării Moldovei, alături de satul Manoilești și satele Policeni și Cumpănești (care actualmente formează comuna Ulmu). Moșia Văsieni, Manoilești, Policeni și Cumpănești din cele mai vechi timpuri au curs din trei bătrâni: Onciul, Baicul și Băbac care sunt atestați începând cu secolul al XVII-lea.
De-a lungul timpului aceasta a fost stăpânită în parte de răzeși (stăpâni devălmași) și de mari latifundiari din neamurile boierești cum ar fi Prăjescu pe parcursul secolului al XVII-lea, Roset (sfârșitul secolului al XVII-lea - secolul al XVIII), Miclescu (sfârșitul secolului XVIII - prima jumătate a secolului al XIX-lea), iar din 1872 moșia Văsieni a fost cumpărată de la Anastasia și Iordache Vârnav-Liteanu, de frații Ion și Petru (fiii lui Kaetan Oganovici), urmașii cărora au stăpânit cea mai mare parte, până la începutul reformei agrare din anii 20 ai secolului al XX-lea.
Au existat mai multe mori de vânt pe culmile dealurilor, dar o furtună puternică în mai 1891 le-a distrus aproape pe toate.  
Școala de meserii a fost construită în 1892, iar activitatea și-a început-o în 1896 cu 10 elevi, îndrumați de E. Tomuleț. 
La recensământul din 1897 Văsieni a intrat în categoria așezărilor basarabene care depășeau 500 de oameni, cu 1188 persoane, iar la începutul sec. XX Zamfir Arbore scria că Văsieni are 302 case și 2170 suflete. 
În 1923 s. Văsieni se mândrea cu o cooperativă agricolă, școală de meserii, spitalul de circumscripție, iar biblioteca bisericii păstra cărți vechi. La școala inferioară de meserii în 1927 învățau lemnăria, fierăria și lăcătușăria. În 1933 școala primară din Văsieni era frecventată de 143 elevi. 
Din punct de vedere administrativ, Văsieni au fost reședință de comună, având primărie, casă notarială, percepție fiscală. În 1924 primar al comunei este Toader Candu, notar - Ștefan Podoleanu.
În anul 1930 are loc recensământul general al populației care a numărat 1665 de locuitori, inclusiv: români – 1598 persoane; evrei – 13 de persoane; ruși – 33 persoane; germane  – 6 persoane, țigani – 13 persoane și un polonez. Limba română, în calitate de limba maternă, și-au declarat 1621 persoane; limba rusă – 33 și limba idiș – 13 persoane.
Servicii financiare erau oferite de Banca Populară „Gheorghe Lazăr”, țăranii organizați în Cooperativa Agricolă „Ștefan cel Mare” ce prevederea utilizarea comună mijloace principale de producție în cultivarea pământului. În domeniul comerțului și meșteșugăritului activau 2 birturi (hanuri), 3 băcănii, 2 cârciumi, 2 florari, 2 tâmplari, 1 rotar, 2 cizmari, 1 lăcătuș. Făina era produsă la 4 mori cu aburi. 
Agriculturi și deținători de terenuri erau: Dumitriu V. Ion 3 ha vie, Oganovici I. 200 ha de teren arabil și 50 ha de vie, Oganovici P. 150 ha de teren arabil și 112 ha de vie, Plămădeală I. Constantin 2 ha de vie, Plămădeală Vasile 3,5 ha. vie, Ursu Petre 3 ha de vie, Țizmar Simion 10 ha de vie, Ursu Ion 2 ha de vie.
În perioada interbelică satul Văsieni aparține județului Lăpușna (județul Chișinău până în 1925), plasei Nisporeni (1925-1938) și Vorniceni (1938-1940).
Ocupația sovietică din 1940, cel de-al Doilea Război Mondial, foametea și deportările au reprezentat urgii pe care sătenii le-au îndurat cu stoicism, manifestând opoziție regimului sovietic. Așa au fost membrii fondatori ai "Partidului Libertății", printre care  Victor Andreev, născut la Manoilești și Nicolae Istrati, născut la Văsieni. Activiștii au fost arestați, o parte a fost executată, iar alta – condamnată la ani grei de pușcărie. La fel a avut de suferit academicianul Ion Dicusar, născut la Văsieni și condamnat 8 ani pentru troțkism, fiind șeful catedrei de agrochimie a Universității „M.V. Lomonosov” din Moscova. După eliberare în 1956 revine la baștină în Moldova, fondând școala de agrochimie din republică. 
În Văsieni se află Muzeul Raional de Istorie și Etnografie „Anatol Candu”, iar la sfârșitul lunii august, anual, de Sfânta Maria, se desfășoară sărbătoarea meșterilor populari „La poalele Țiglei”, care în 2023 a ajuns la cea de a XVI-a ediție. 
În anul 2018 echipa de fotbal a satului Vasieni a ocupat pentru prima dată primul loc pe teritoriul raionului Ialoveni. În prezent echipa F.C Vasieni evoluează în Divizia „B”, a treia ligă valorică de fotbal din Republica Moldova.
În prezent în localitate sunt aproximativ 1500 de gospodării. O buna parte a localnicilor sunt plecați din țară. Economia comunei este majoritar agrară, cu toate că se întâlnesc și diverse alte producții.

## Geografie
Pe coasta dreaptă a văii râului Botna, la vest de spitalul din Văsieni, sunt amplasate râpele de la Văsieni, arie protejată din categoria monumentelor naturii de tip geologic sau paleontologic.

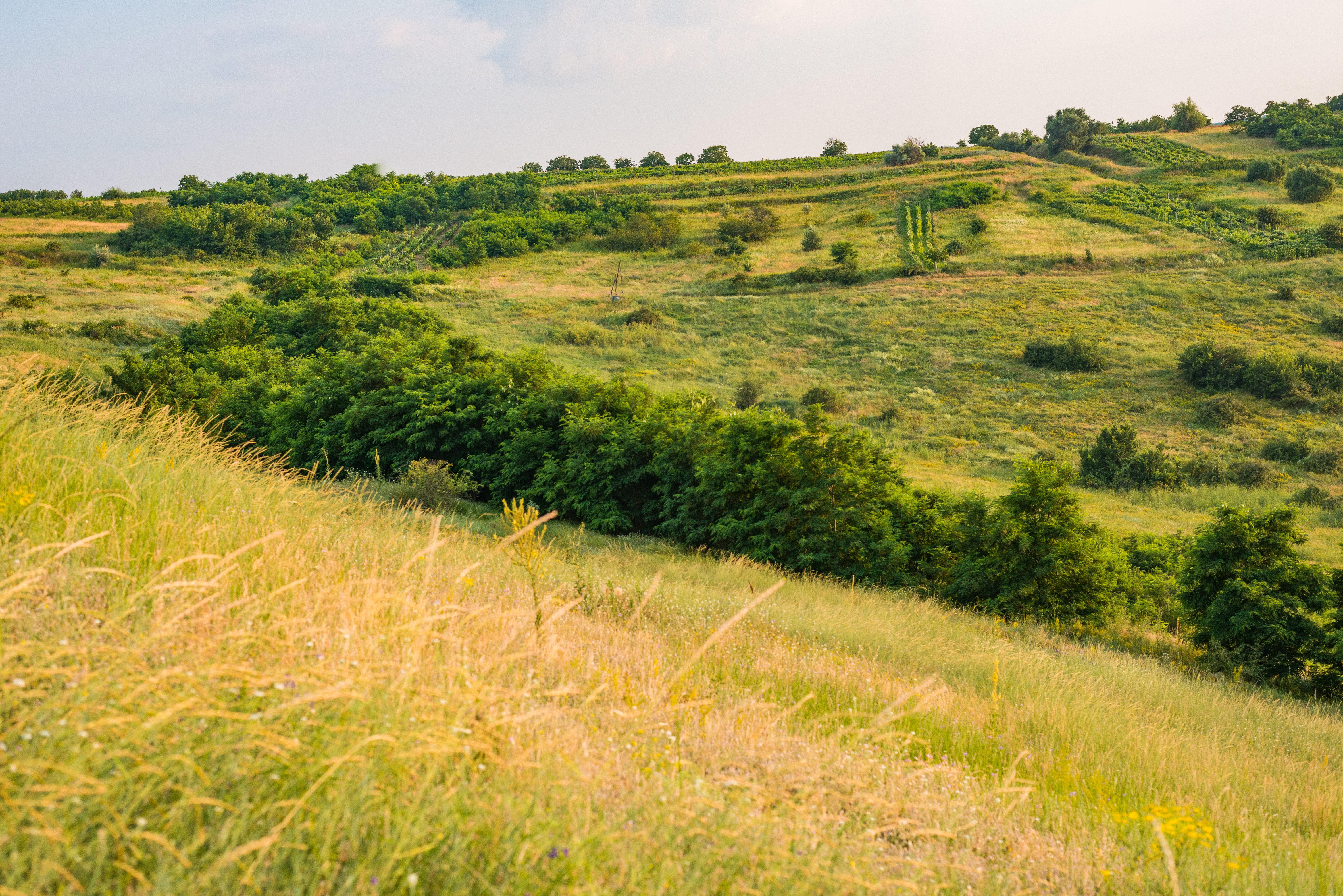
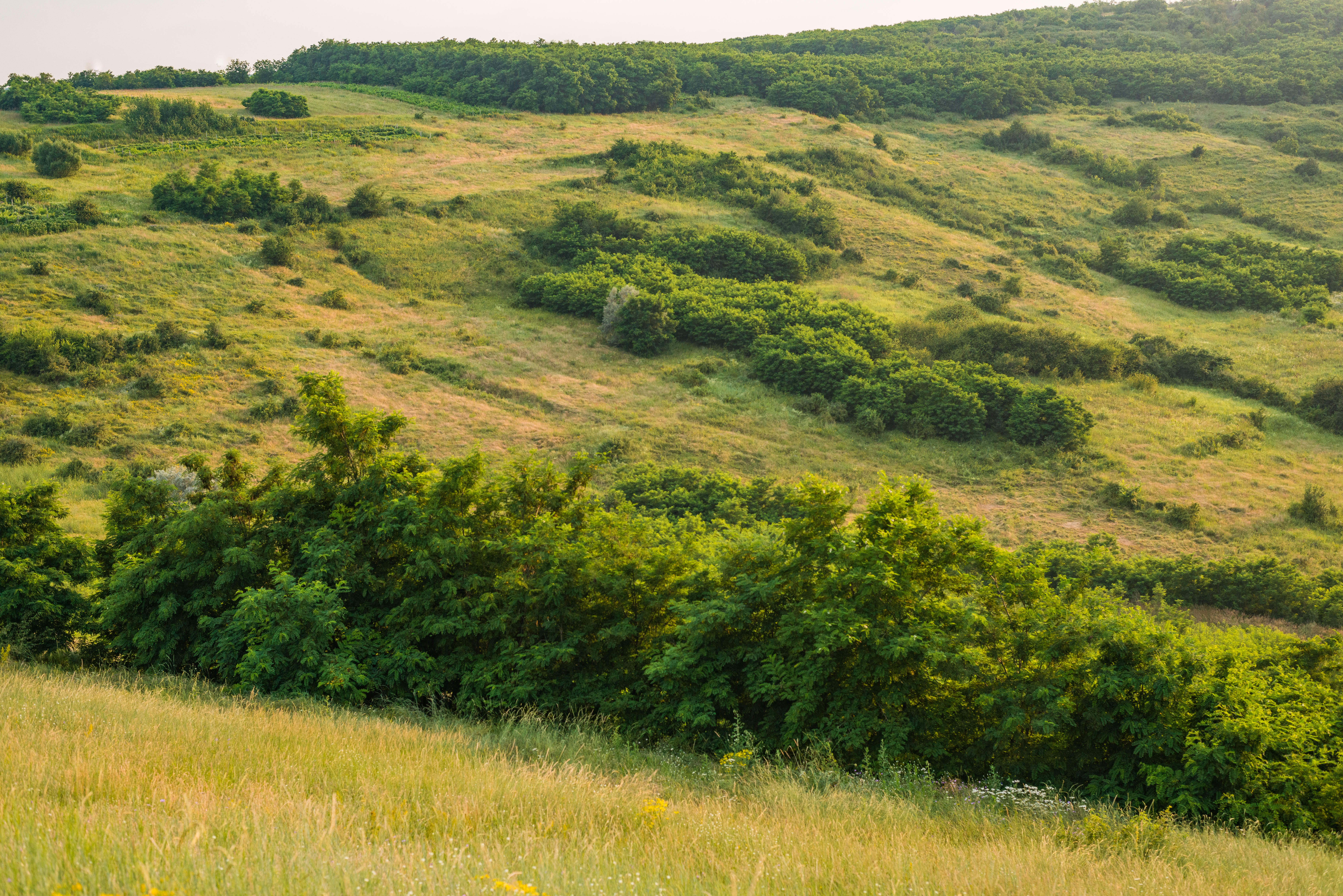
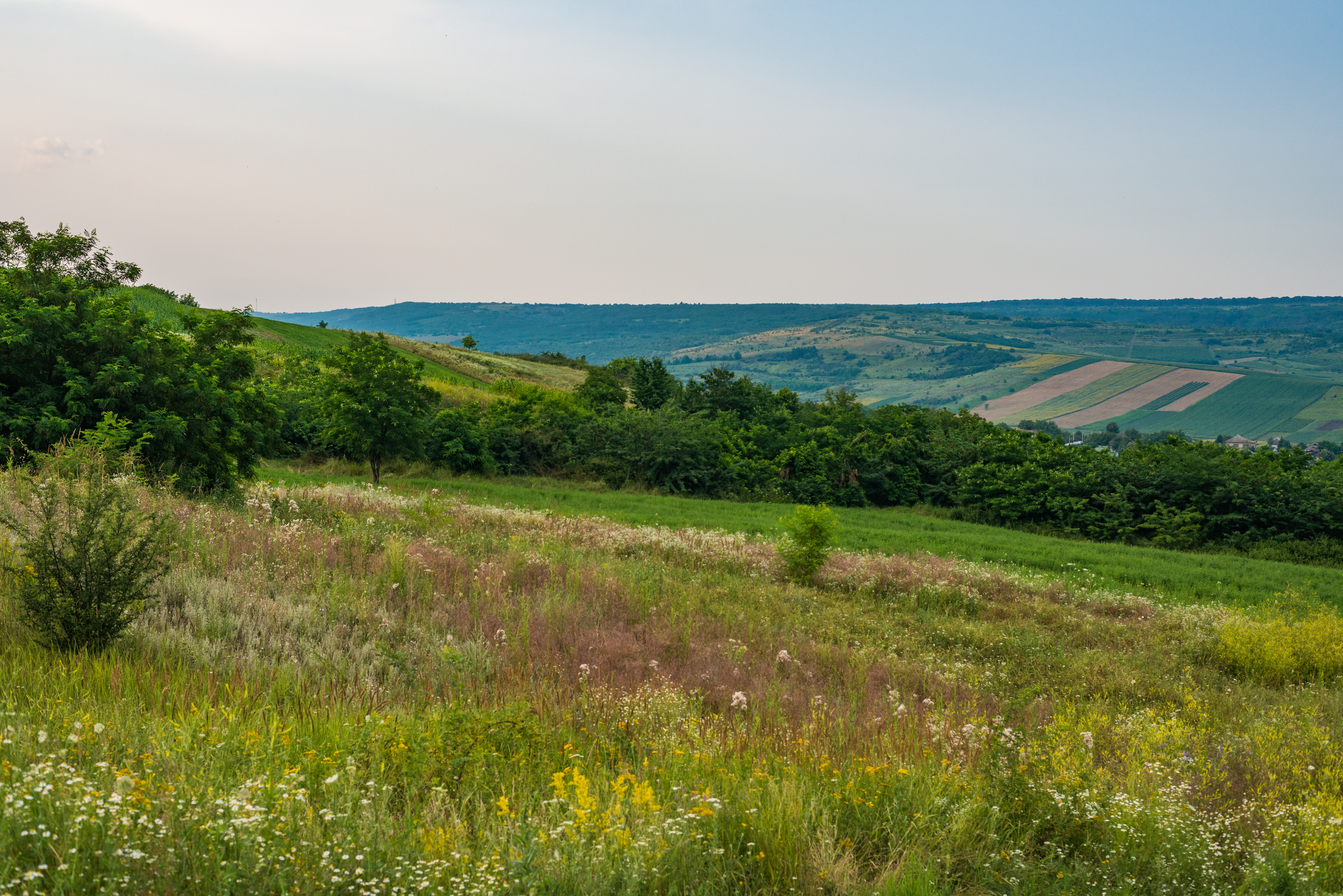
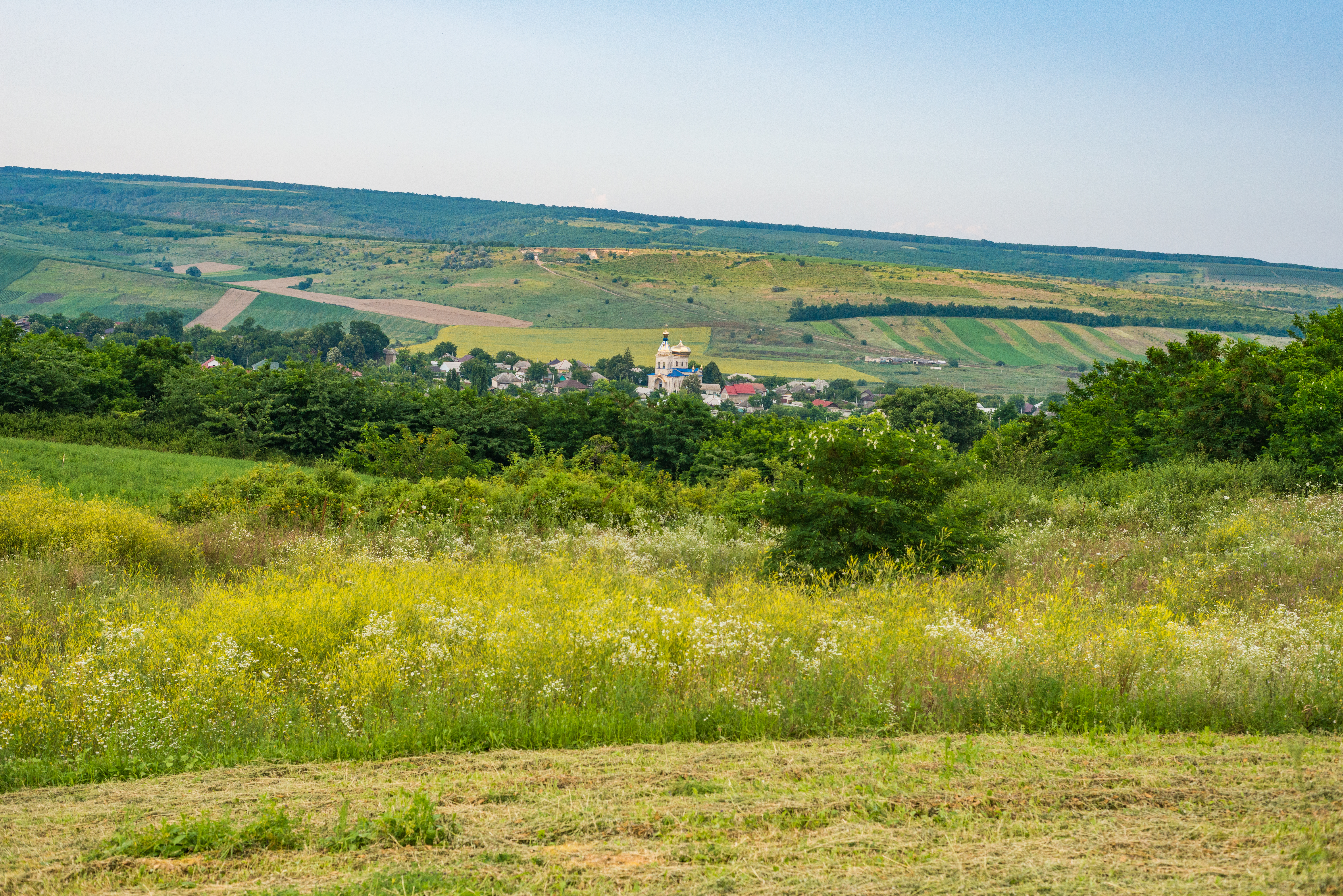
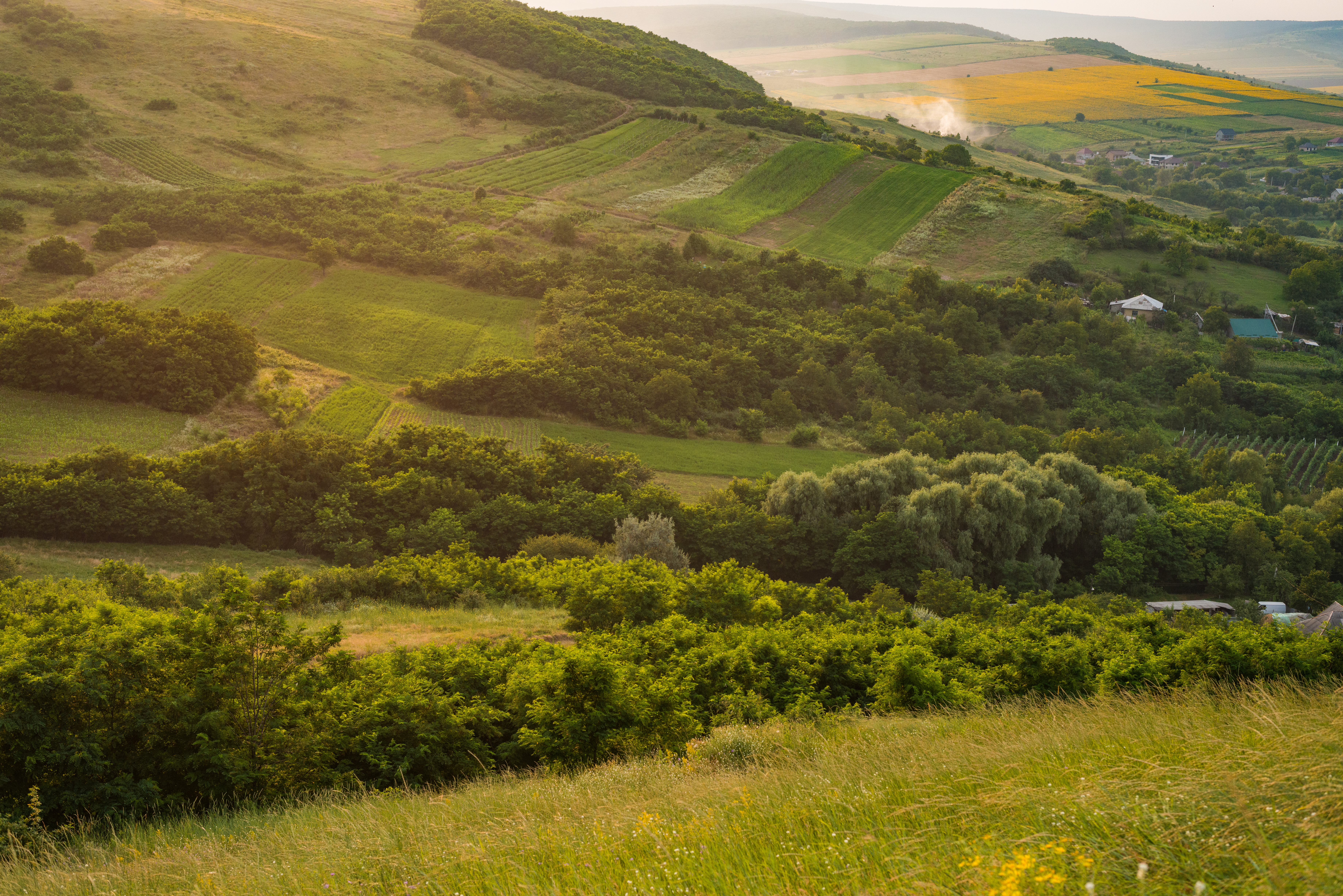
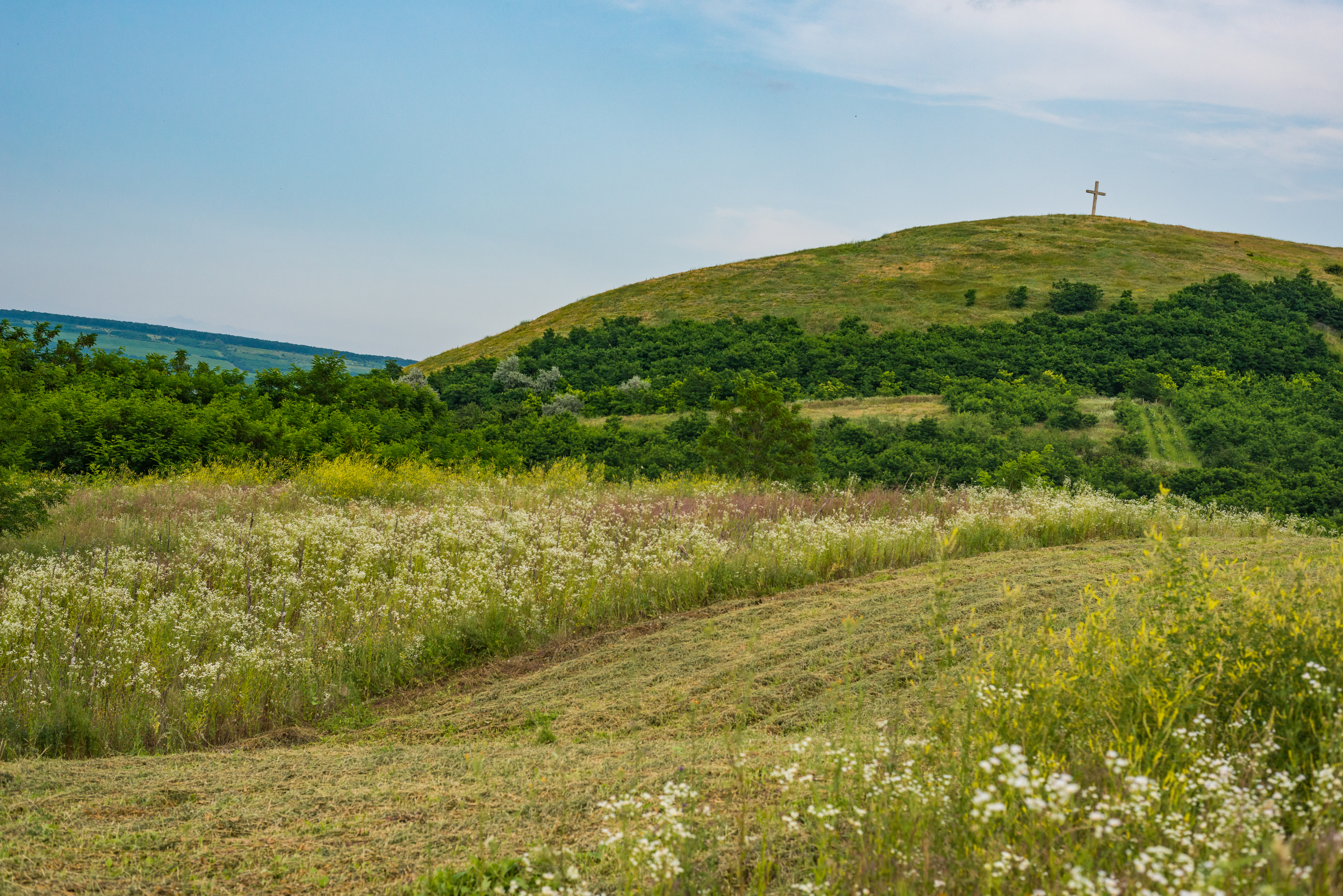

## Demografie

### Structura etnică
Structura etnică a localității conform recensământului populației din 2004:
| Grup etnic                                               | Populație | % Procentaj  |
| -------------------------------------------------------- | --------- | ------------ |
| Băștinași declarați Moldoveni Băștinași declarați Români | 4.018 40  | 97,86% 0,97% |
| Ucraineni                                                | 22        | 0,54%        |
| Ruși                                                     | 16        | 0,39%        |
| Găgăuzi                                                  | 1         | 0,02%        |
| Bulgari                                                  | 1         | 0,02%        |
| Țigani                                                   | 1         | 0,02%        |
| Alții                                                    | 7         | 0,17%        |
| Total                                                    | 4.106     |              |

## Administrație și politică
Componența Consiliului local Văsieni (13 consilieri), ales la 5 noiembrie 2023, este următoarea:
|  | Partid                                        | Consilieri | Componență | Componență | Componență | Componență | Componență | Componență | Componență | Componență |
|  | --------------------------------------------- | ---------- | ---------- | ---------- | ---------- | ---------- | ---------- | ---------- | ---------- | ---------- |
|  | Partidul Acțiune și Solidaritate              | 8          |            |            |            |            |            |            |            |            |
|  | Partidul Social Democrat European             | 2          |            |            |            |            |            |            |            |            |
|  | Partidul Dezvoltării și Consolidării Moldovei | 2          |            |            |            |            |            |            |            |            |
|  | Platforma Demnitate și Adevăr                 | 1          |            |            |            |            |            |            |            |            |

## Religie
În comună funcționează două biserici: cu hramul „Sf. Arhangheli Mihail și Gravriil” în Văsieni, totodată, monument ocrotit de stat; și cu hramul „Sf. Parascheva” în Manoilești.
Biserica Sf. Arhangheli Mihail și Gavriil își sărbătorește hramul la 21 noiembrie pe stil vechi. Primele mențiuni sunt de la sfârșitul secolului al XVIII-lea. Biserica a fost zidită din lemn, în anul 1913 a fost finalizată construcția bisericii de piatră. În perioada sovietică biserica nu a funcționat. În incinta ei este deschis Muzeul satului Văsieni. La sfârșitul anilor 80 ai secolului XX biserica Sf. Arhangheli Mihail și Gavriil din s. Văsieni a fost redeschisă. Primii preoți au fost Preotul Mihalache, menționat la sf. sec. XVII, și Preotul Ioan, menționat la 1774.
Biserica Sf. preacuvioasa Parascheva a fost zidită la începutul secolului al XIX-lea, în intervalul 1826-1827, din lemn, iar biserica din piatră în perioada interbelică. În urma cutremurului din 1940 a fost avariată. În perioada sovietică a activat o scurtă perioadă. A fost redeschisă la sf. anilor 80 ai secolului al XX-lea.

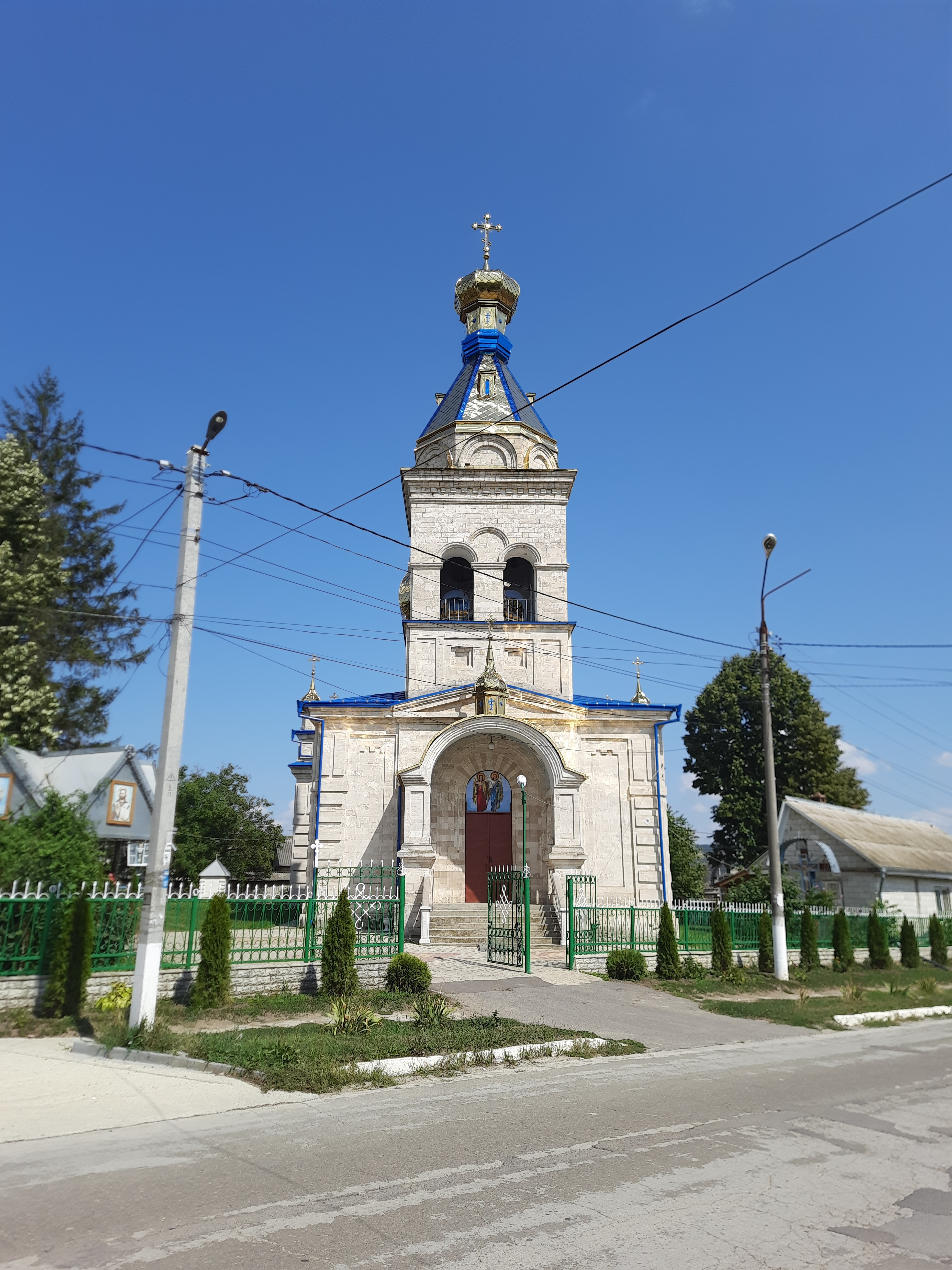
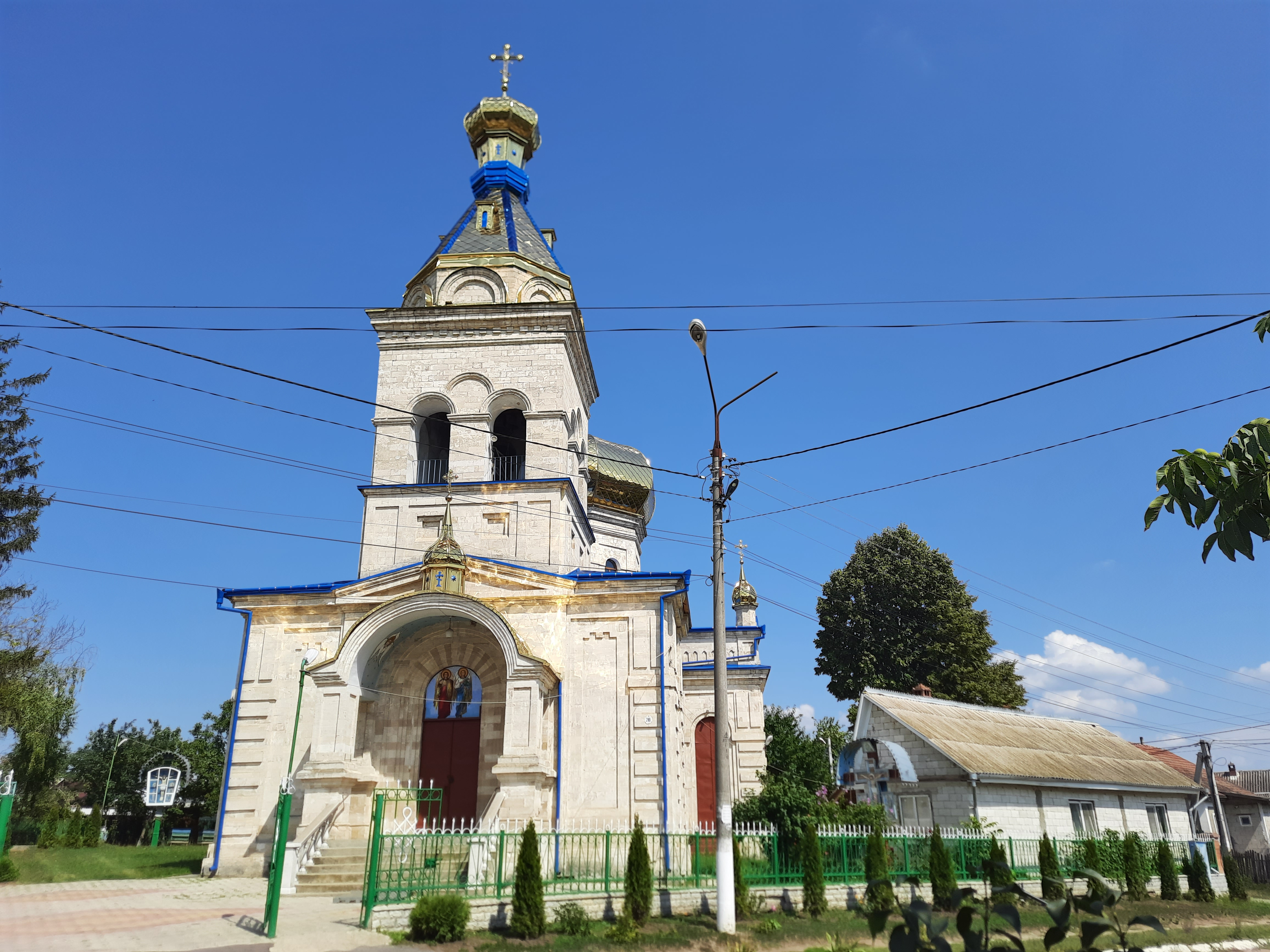
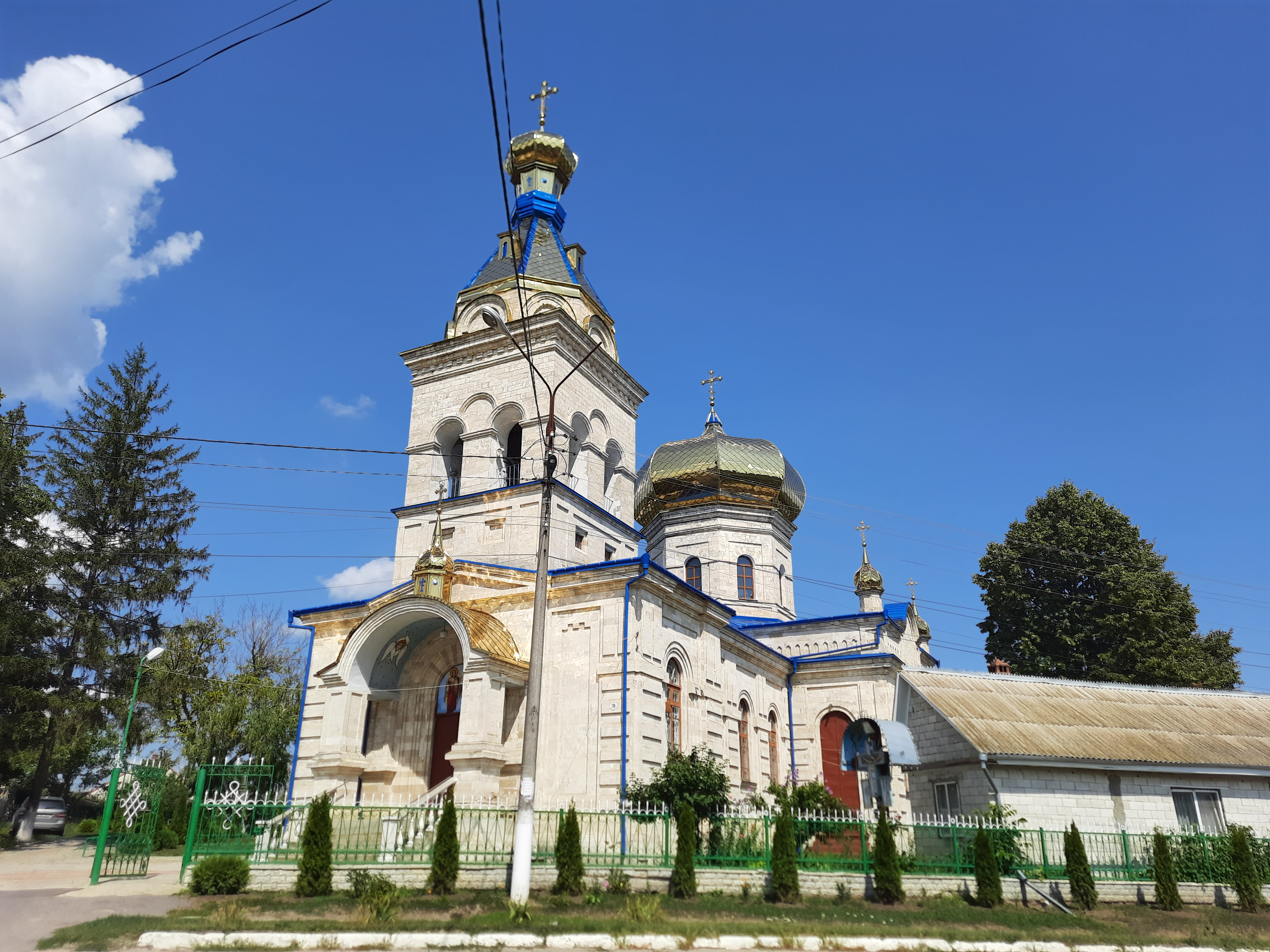
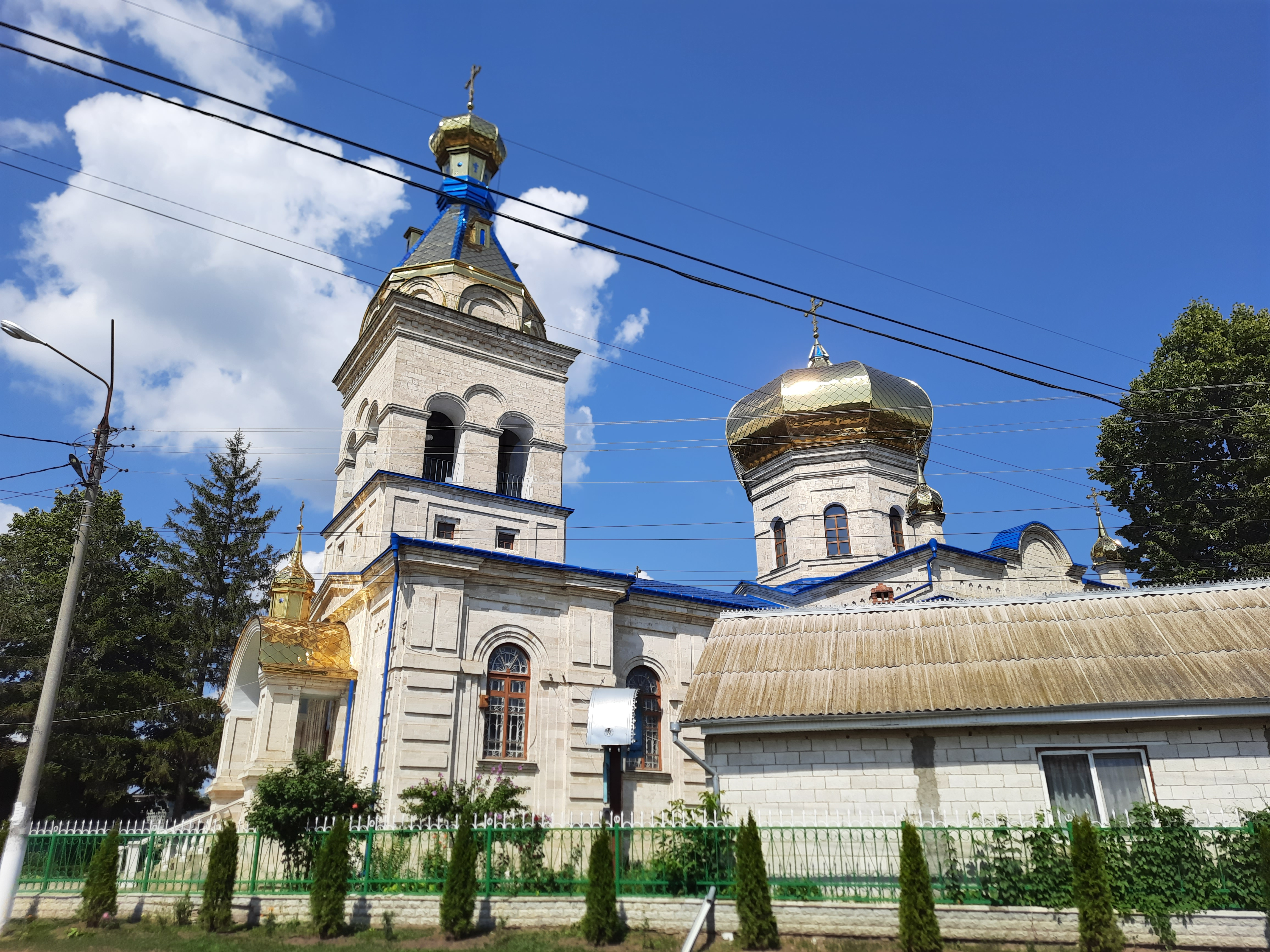
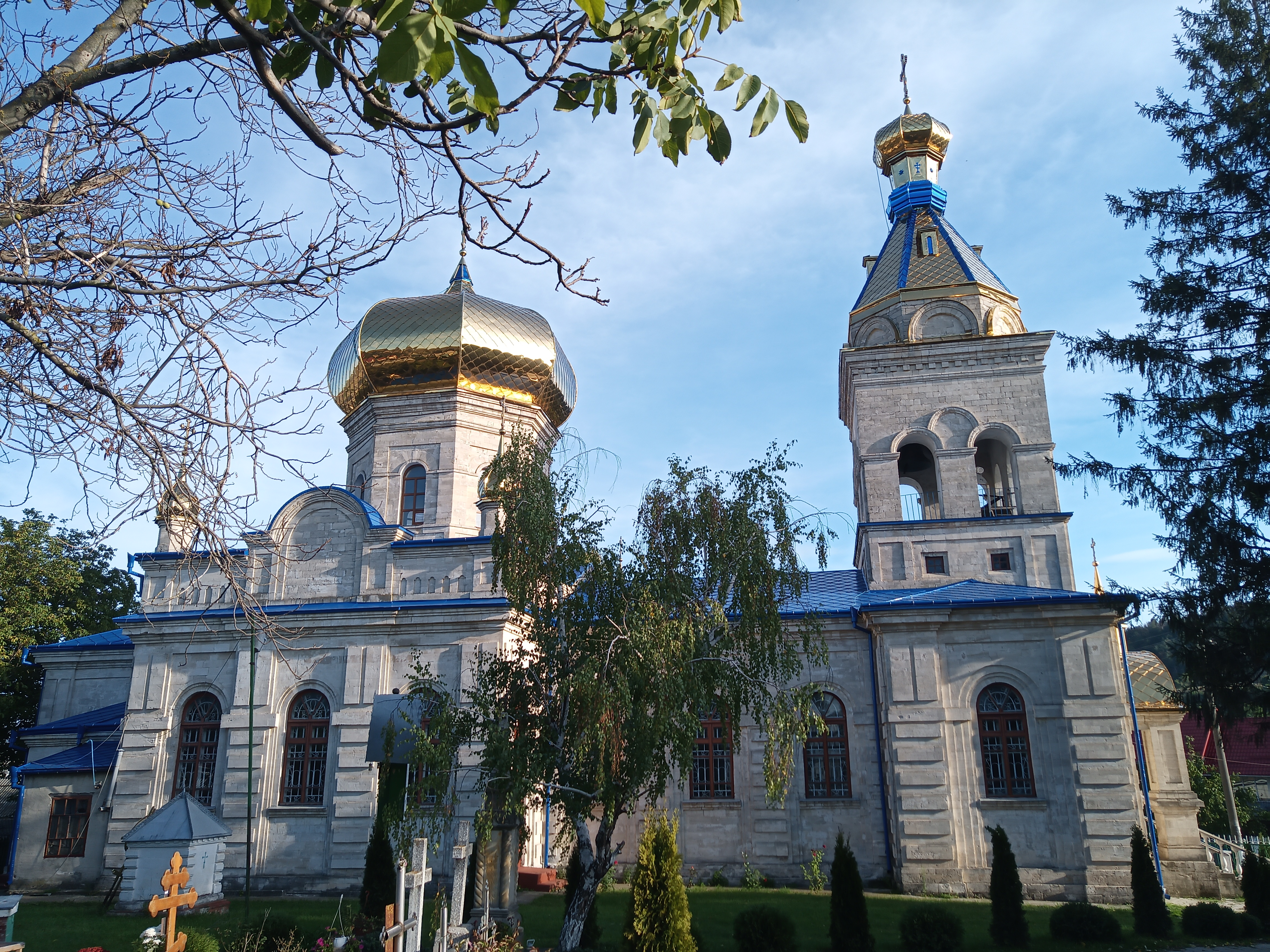

## Galerie de imagini

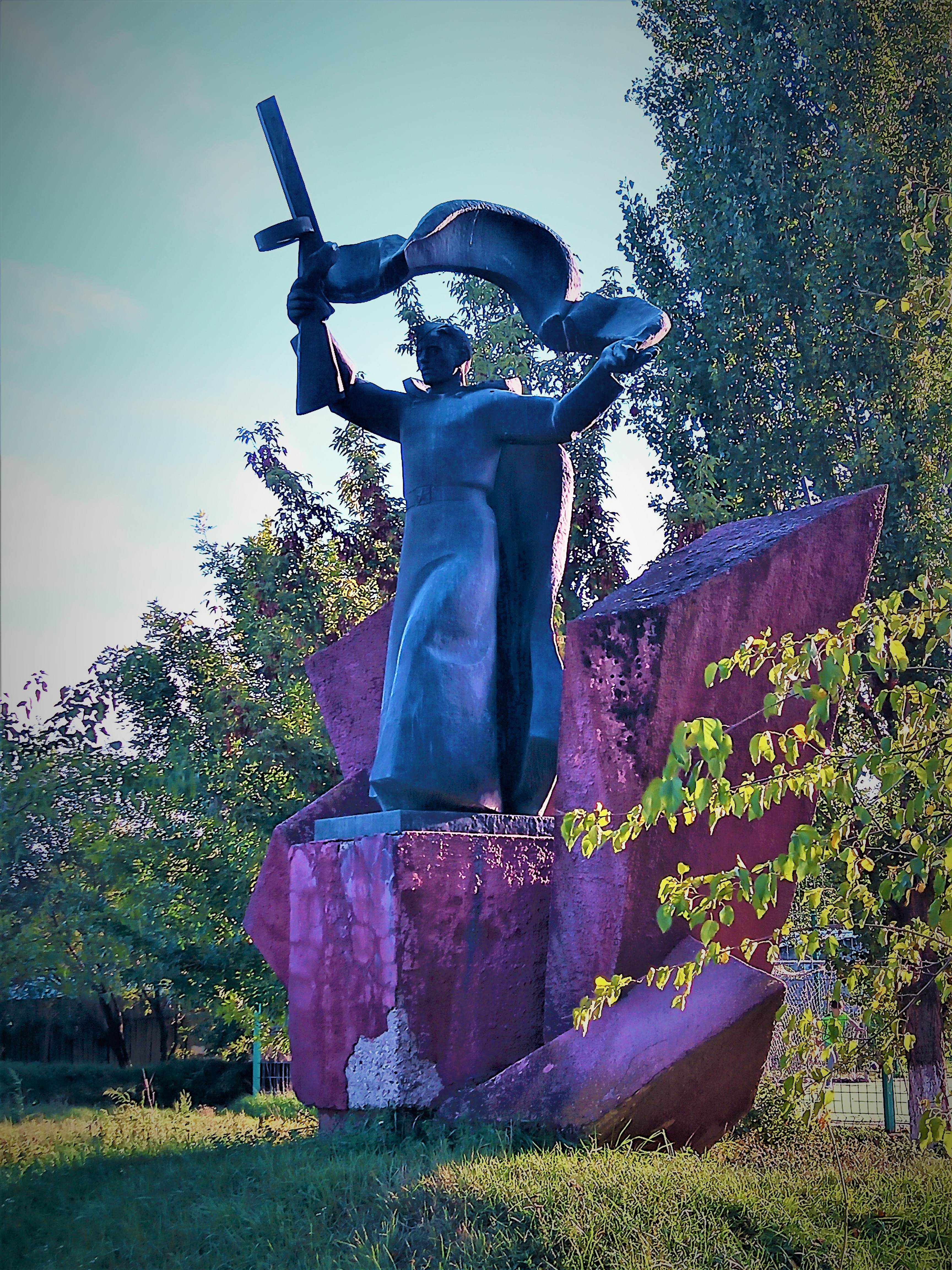
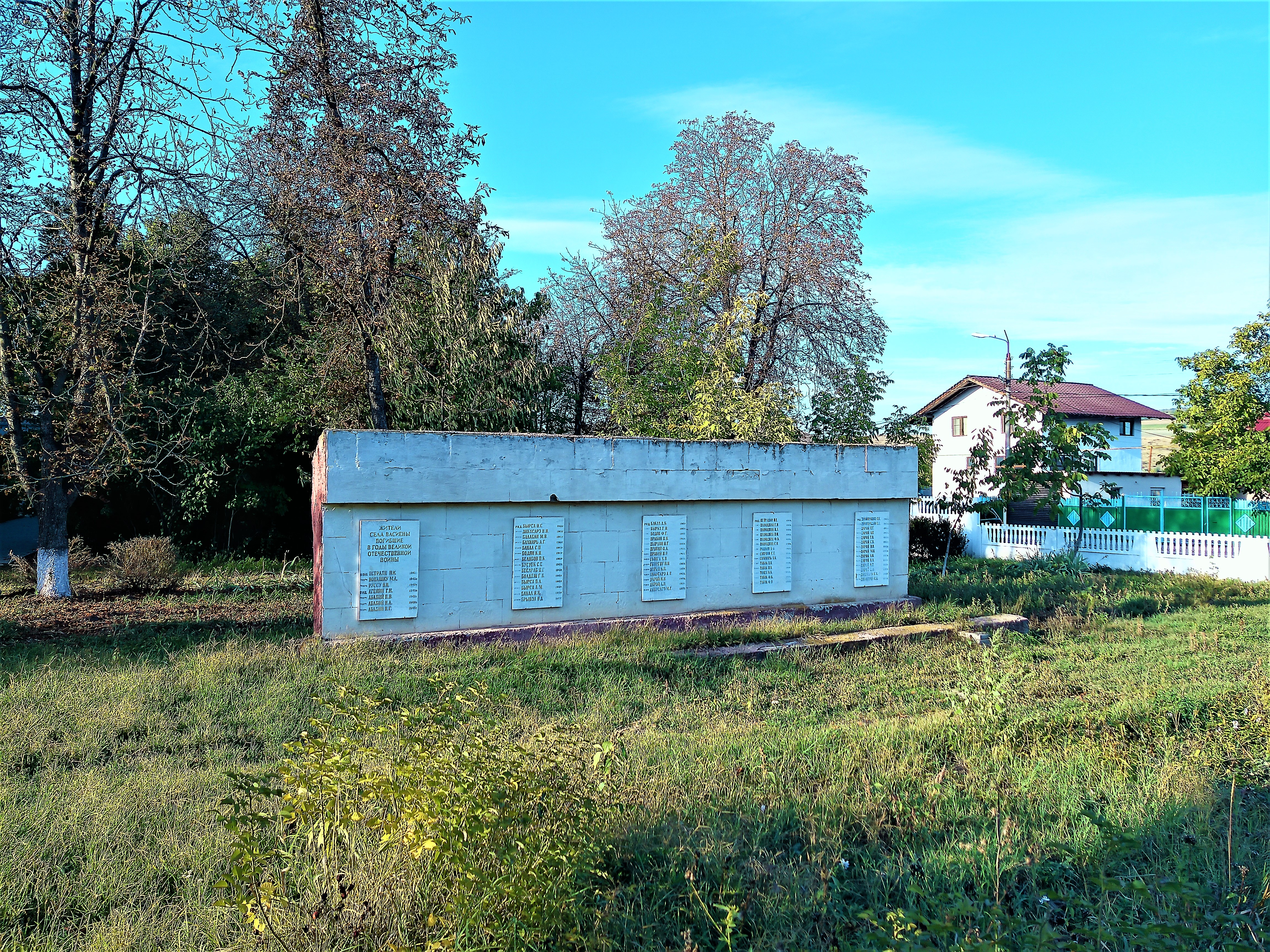
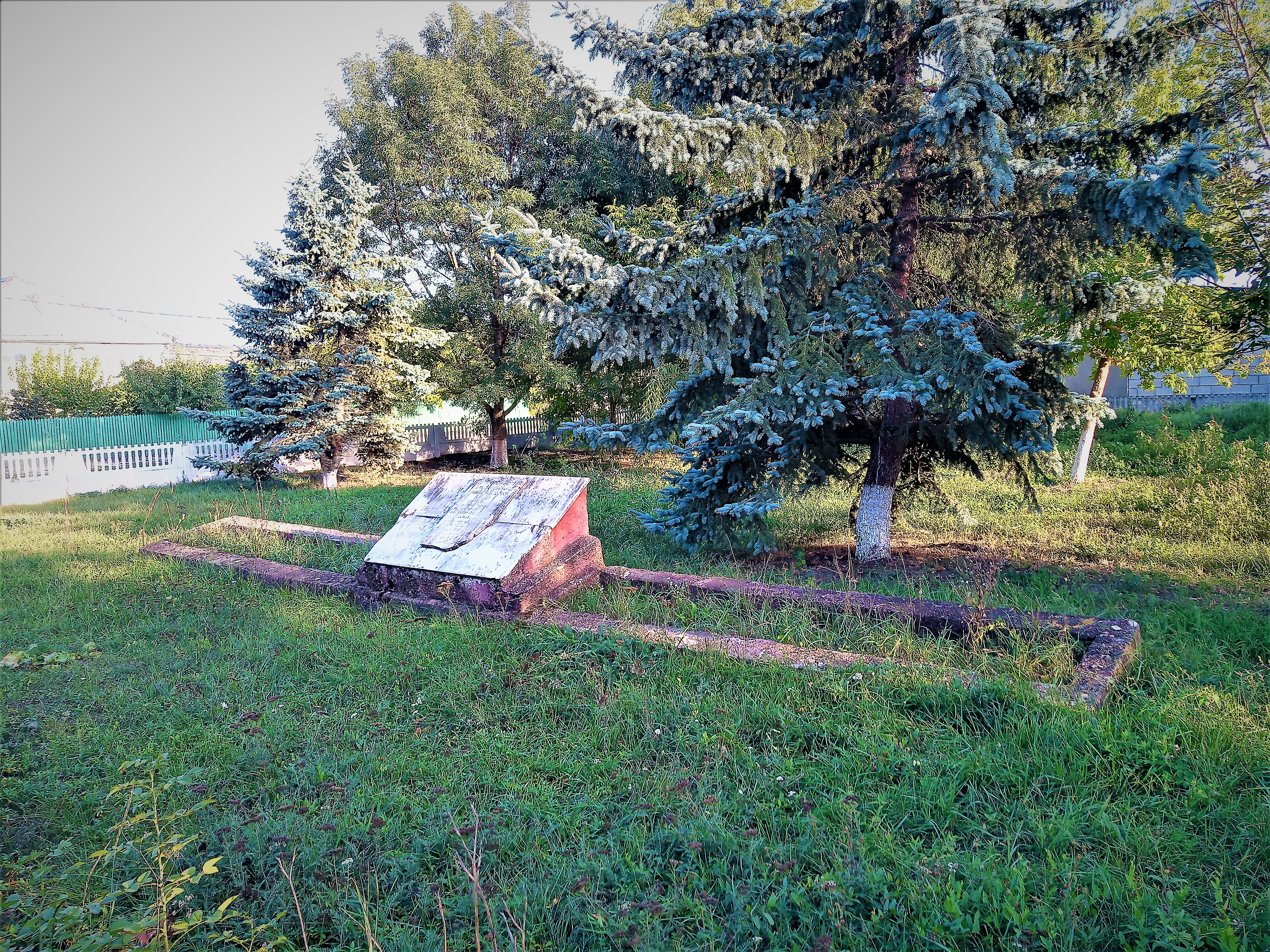

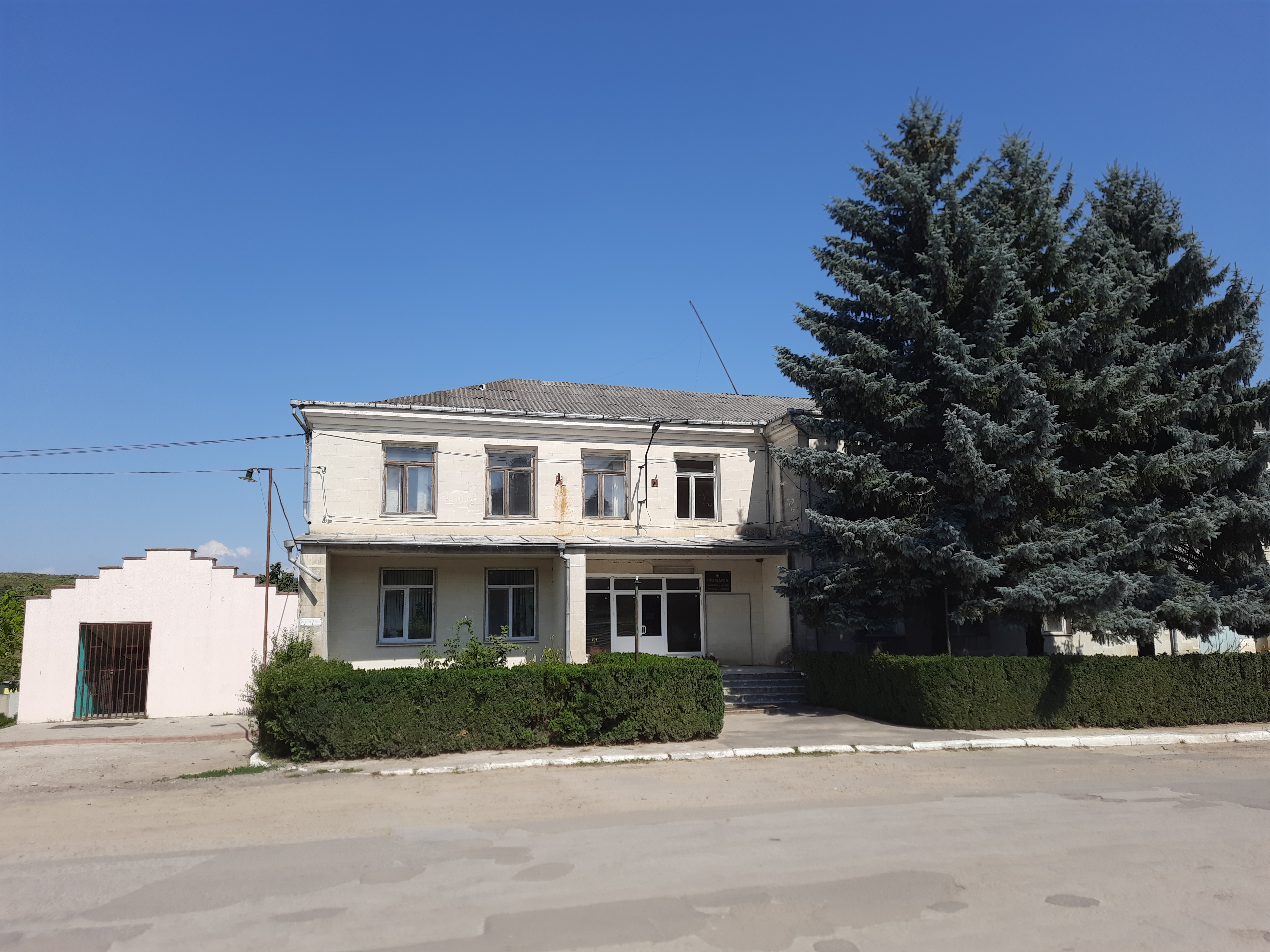
Primăria
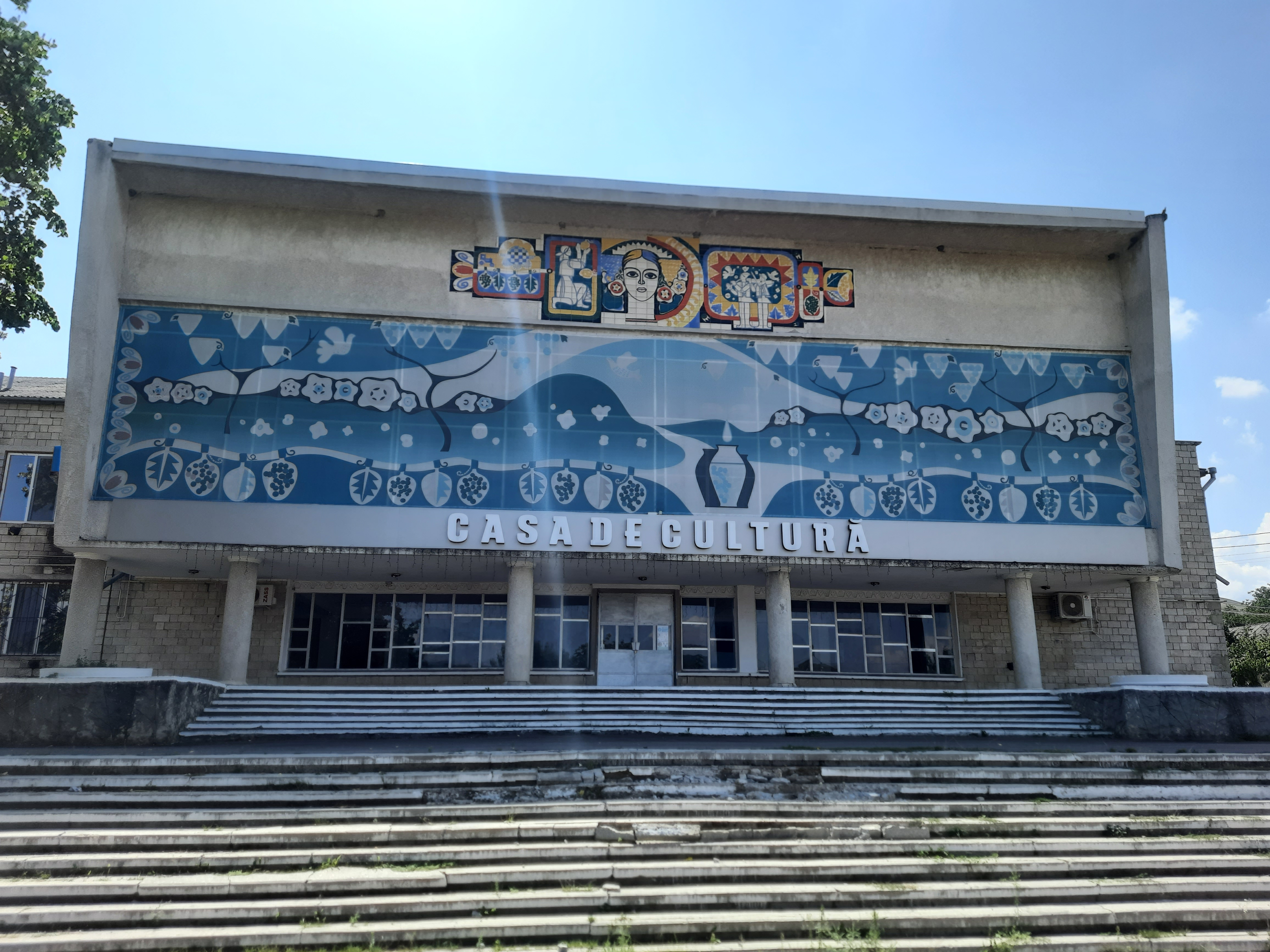
Casa de cultură
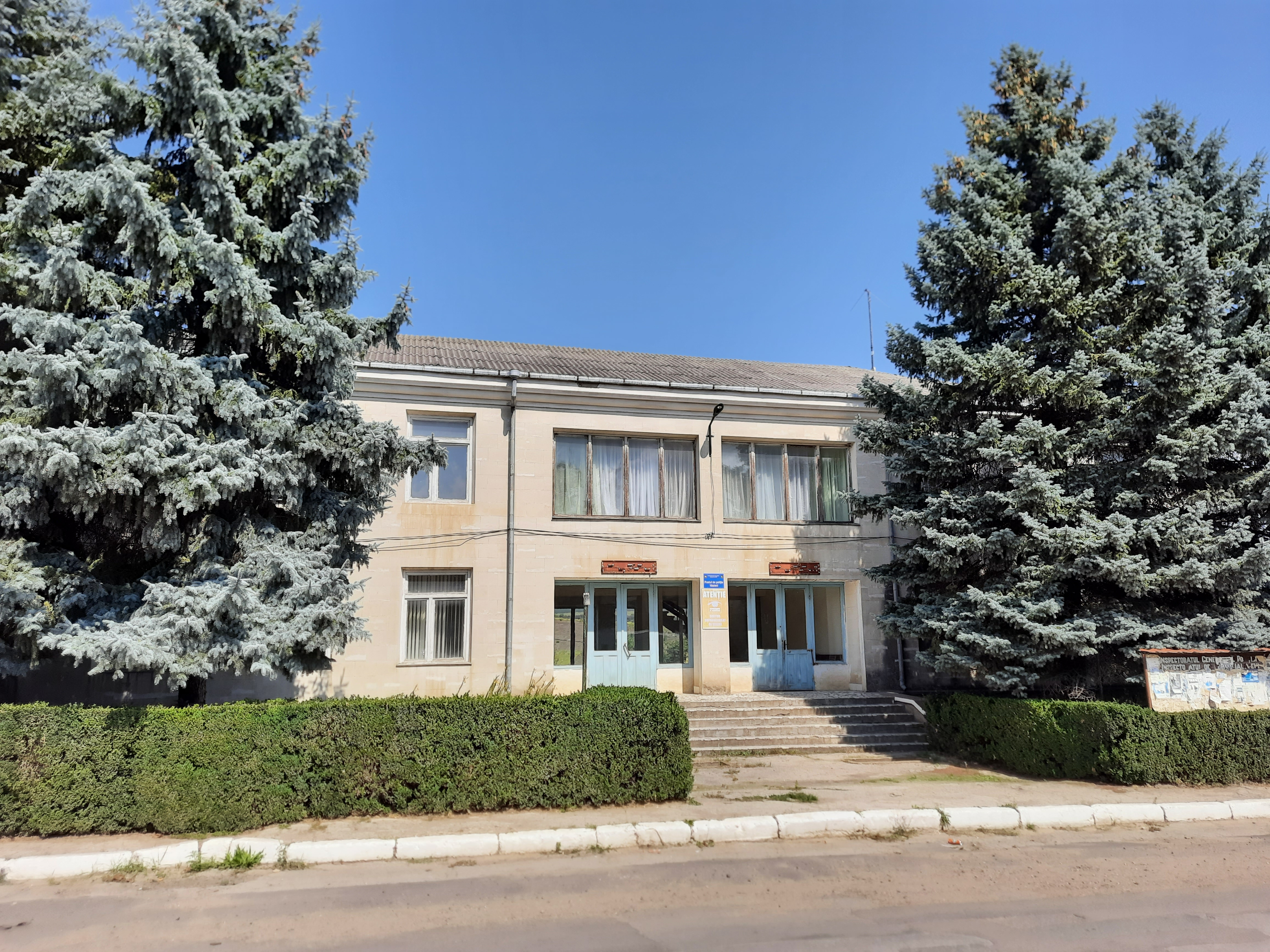
Postul de poliție
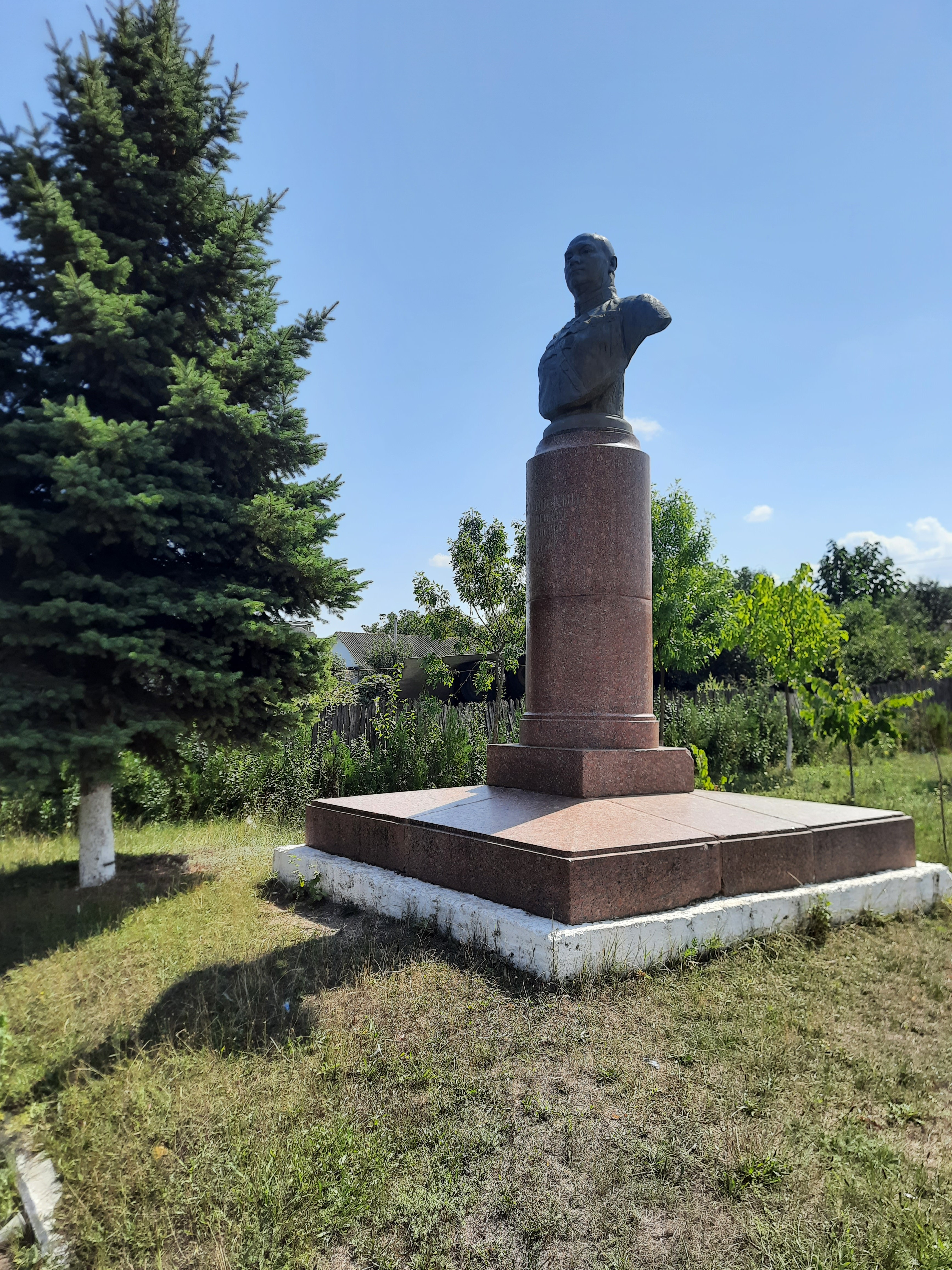
Monument lui Grigore Cotovschi
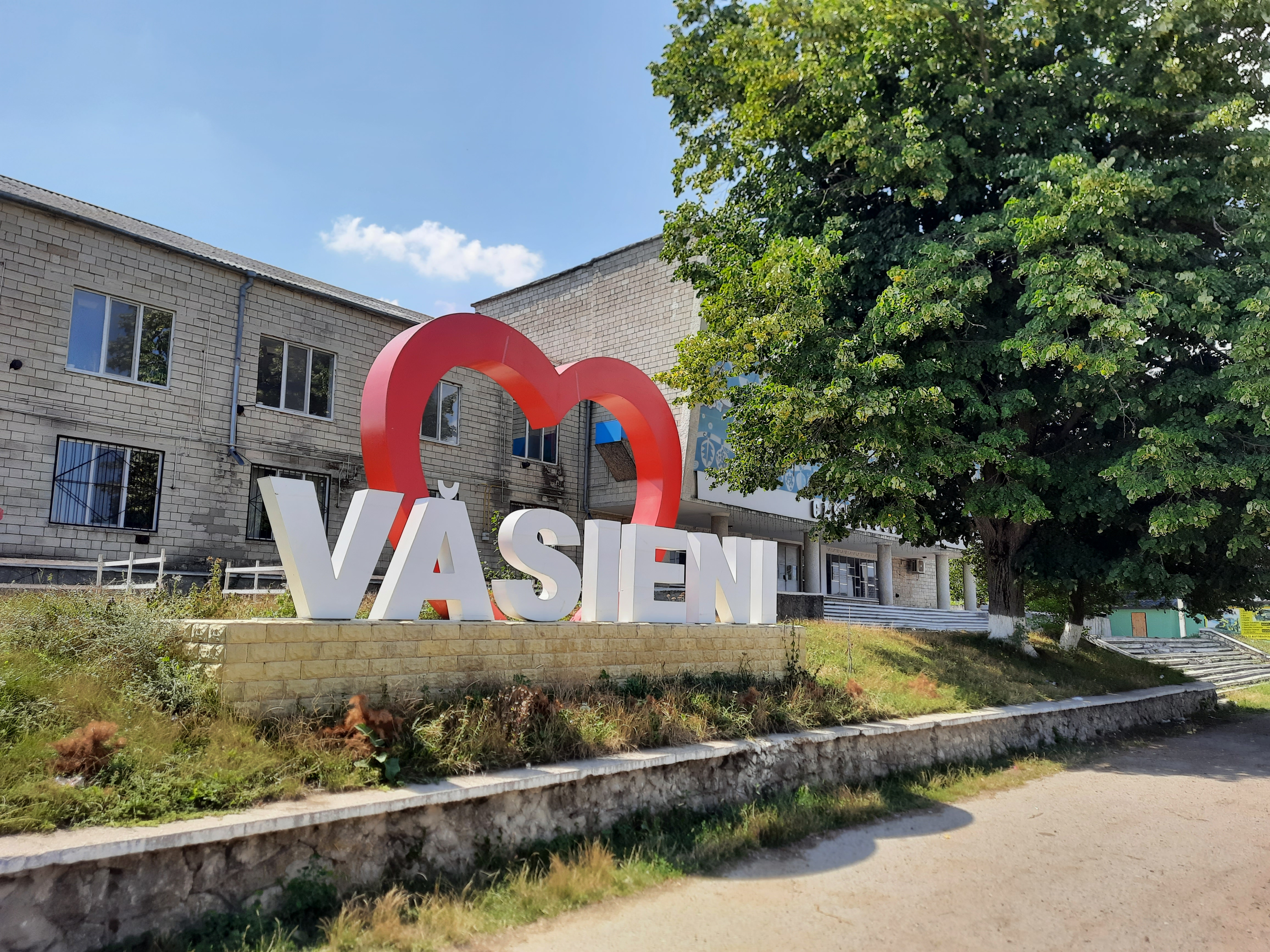

Memorialul consătenilor căzuți în Al Doilea Război Mondial.